# Vicente Ordaz Soriano
Vicente Ordaz Soriano (València, 1969) és un periodista valencià, president de la Corporació Audiovisual de la Comunitat Valenciana -ens que substitueix a la CVMC- des de 2025.
Ordaz ha treballat durant tota la seua carrera professional a l'emissora de ràdio COPE, on ha estat cap d'informatius a la redacció de València. A més a més ha col·laborat com a opinador a diversos periòdics com ABC i La Vanguardia, o a Trece TV i À Punt.
L'any 2024 la nova majoria governamental a les Corts Valencianes formada pel Partit Popular (PP) i Vox aprova la Llei de la Corporació Audiovisual de la Comunitat Valenciana que deroga el model anterior de mitjans de comunicació públics valencians que va engegar les emissions d'À Punt l'any 2016. Ordaz va ser elegit membre i president del consell d'administració de la nova corporació a proposta del PP. Els partits de l'oposició (PSPV i Compromís) rebutjaren proposar cap membre per a l'esmentat consell. Simultàniament va ser nomenat com a director general d'À Punt Francisco Aura, antic directiu de Canal 9 en l'etapa del PP.
En una de les primeres entrevistes concedides com a president de la corporació va afirmar que contemplava la incorporació del castellà en els serveis informatius de la ràdio i la televisió.